# Манзья
Манзья́ (фр. Manziat) — коммуна во Франции, находится в регионе Рона — Альпы. Департамент коммуны — Эн. Входит в состав кантона Баже-ле-Шатель. Округ коммуны — Бурк-ан-Брес.
Код коммуны — 01231.

## Население
Население коммуны на 2010 год составляло 1924 человека.
| 1962 | 1968 | 1975 | 1982 | 1990 | 1999 | 2010 |
| ---- | ---- | ---- | ---- | ---- | ---- | ---- |
| 1204 | 1197 | 1201 | 1451 | 1482 | 1596 | 1924 |